# Columbia Records
La Columbia Records è la più antica etichetta discografica statunitense ancora in attività. Fondata nel 1888, fu la prima casa discografica ad utilizzare come supporto audio il disco preregistrato in concorrenza con i cilindri audiofonici di Edison.

## Storia

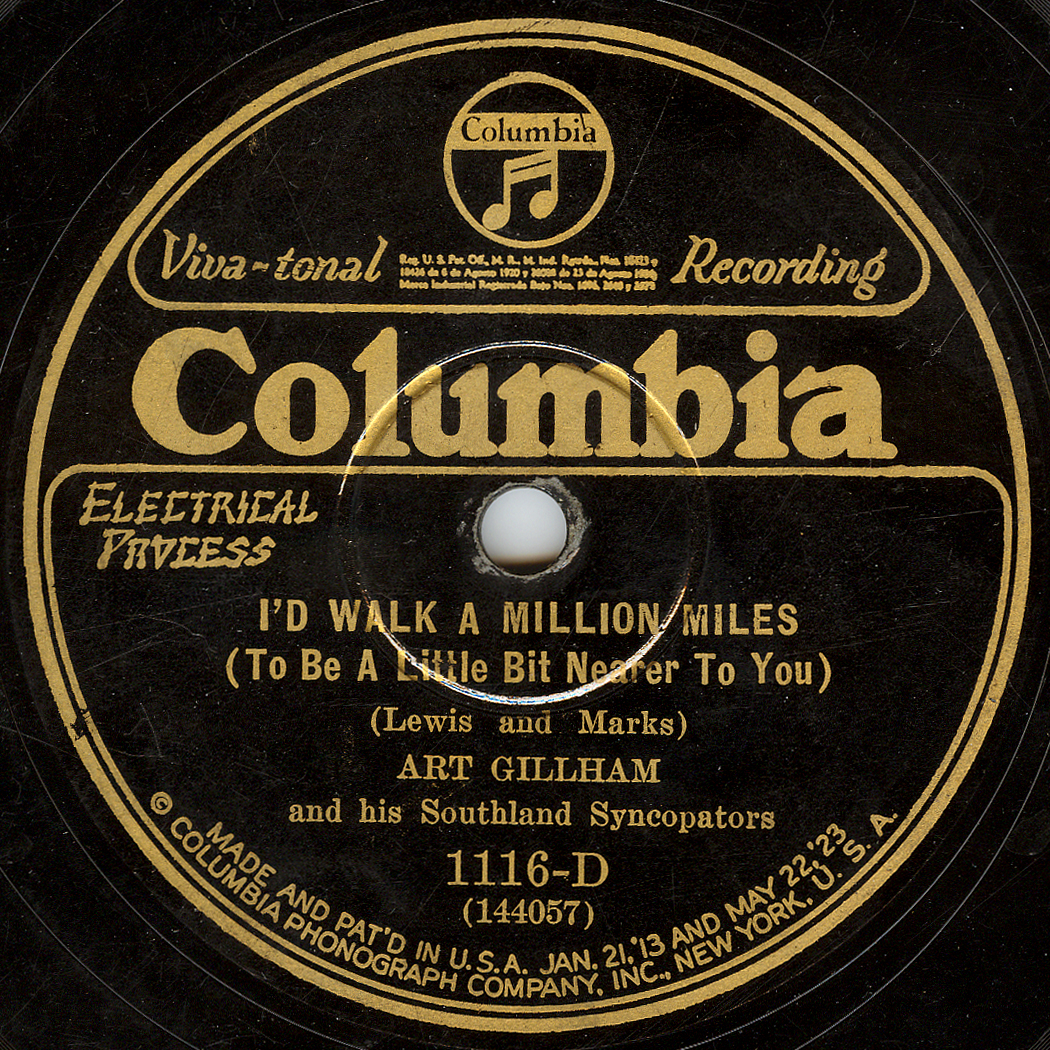
Antica etichetta Columbia su 78 giri.

La Columbia fu originariamente una compagnia locale fondata da Edward Easton, che distribuiva e vendeva i fonografi e i cilindri fonografici di Thomas Alva Edison nella città di Washington, in Maryland e nel Delaware, e il suo nome deriva dal Distretto di Columbia, dove aveva la sede. Produsse innumerevoli cilindri commerciali di propria produzione, e già nel 1891 aveva un catalogo lungo 10 pagine. Quando la società ruppe con Edison nel 1894 iniziò a vendere solo registrazioni di propria manifattura.

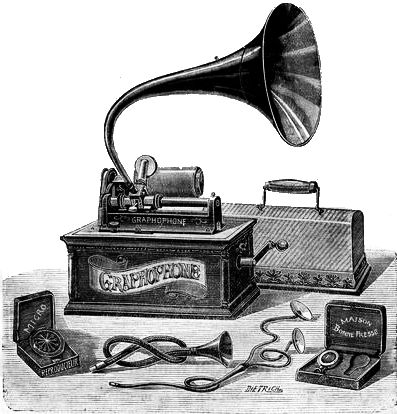
Un grafofono a cilindri.

Nel 1902, Columbia introdusse il disco "XP" record, un cilindro marrone, da usare sui vecchi fonografi. A partire dal 1901, per competere con la Victor Talking Machines, iniziò a produrre anche dischi piatti a 78 giri oltre ai cilindri fonografici. Nel 1908, lanciò il primo disco a doppia faccia, dotato di un lato A e di un lato B: "due canzoni su un solo disco!" come esclama con enfasi il disco promozionale distribuito per l'occasione. Nel luglio del 1912, la Columbia decise di concentrarsi esclusivamente sulle registrazione su disco e abbandonò la produzione di cilindri, benché continuasse a vendere per un altro paio di anni vecchi cilindri del loro catalogo.
Dal 1961 al 1990, le sue registrazioni furono realizzate al di fuori degli Stati Uniti e in Canada sotto l'etichetta CBS Records International (al fine di evitare la sovrapposizione con il marchio "Columbia" della britannica Columbia Graphophone Company facente capo alla EMI) prima di adottare il nome Columbia nella maggior parte del mondo. Dal 2008 è la prima etichetta sussidiaria della Sony Music. Steve Barnett e Rick Rubin sono direttori della Columbia Records.